# Georgi Rikow
Georgi T. Rikow (ur. 14 sierpnia 1946 w Pazardżiku, zm. 28 grudnia 2002 w Sofii) – językoznawca bułgarski, indoeuropeista, etymolog, znawca języków anatolijskich i paleobałkańskich.

## Życiorys
Studiował na Uniwersytecie Sofijskim im. św. Klemensa z Ochrydy. W latach 1978–1979 przebywał na stażu naukowym w Uniwersytecie Jagiellońskim w Krakowie, gdzie zawarł znajomość z wybitnymi lingwistami polskimi (prof. Jerzy Kuryłowicz, Jan Safarewicz, Franciszek Sławski). Pobyt ten zaowocował długoletnimi, bliskimi kontaktami z badaczami polskimi.
Po powrocie pracował w Instytucie Języka Bułgarskiego na Uniwersytecie w Sofii. Wykładał językoznawstwo indoeuropejskie i paleobałkańskie. Był także wykładowcą na Uniwersytecie w Wielkim Tyrnowie. Był członkiem Międzynarodowego Stowarzyszenie Badań Indoeuropeistycznych i Trakologicznych, członkiem Komitetu Bułgarskiego Studiów Bałkańskich, a nadto redaktorem naczelnym czasopisma „Orpheus. Journal of the Indo-European and Thracian Studies” (w latach 1991–2002), sekretarzem redakcji czasopisma „Славистични Изследвания”. Należał do członków redakcji czasopism „Български език” i „Studia Indogermanica Lodziensia”. Był współredaktorem i współtwórcą „Bułgarskiego słownika etymologicznego” (t. 3-6, Sofia 1986–2002).
Największe osiągnięcia Rikowa dotyczą fonologii i morfologii języków indoeuropejskich. Publikował głównie na łamach wyróżniających się czasopism bułgarskich „Linguistique Balkanique”, „Balkanskoe Ezikoznanie”, „Starobulgaristika”, „Orpheus. Journal of the Indo-European and Thracian Studies”, ale także na łamach międzynarodowych czasopism naukowych wydawanych w Polsce: „Linguistica Baltica” (Warszawa), „Rocznik Slawistyczny” (Kraków), „Studia Etymologica Cracoviensia” (Kraków), „Studia Indogermanica Lodziensia” (Łódź).

## Artykuły Rikowa opublikowane w Polsce
- O alternacji prymarnych i sekundarnych końcówek w indoeuropejskich formacjach koniunktiwu, „Sprawozdania z posiedzeń Komisji Naukowych”, Warszawa – Kraków 1981, s. 41-42.
- The Vedic Imperatives in -si, [w:] Studia Indo-Iranica, Wrocław-Warszawa-Kraków 1983, s. 105–112.
- Lithuanian pažél and Old Irish galar, Hittite kallar, „Linguistica Baltica” 1, 1992, s. 213–216.
- Lithuanian penėti, pęslas and the Indo-European Nasal Infix Presents, „Linguistica Baltica” 2, 1994, 115–119.
- Hittite šanna- and Greek ανεω, [w:] Analecta Indoeuropaea Cracoviensia Ioannis Safarewicz memoriae dicata, Cracoviae 1995, s. 331–335.
- Indo-European *h2 and *h3 before *y and *i in Hittite, [w:] Analecta Indoeuropaea Cracoviensia, vol. II: Kuryłowicz Memorial Volume, Part One, Cracow 1995, s. 187–190.
- Lithuanian galėti, galiù and Its Congeners, [w:] Kuryłowicz Memorial Volume. Part Two, „Linguistica Baltica” 4, 1995, s. 131–134.
- Hittite harnant-, harnammar and harna-, „Studia Etymologica Cracoviensia” 2, 1997, s. 219–226.
- The Long Root Vowels in the Slavic Verbs of the Type bėżą, sěką, zěją, [w:] Prasłowiańszczyzna i jej rozpad, Warszawa 1998, s. 107–115.
- Sanskrit durśam, Iranian darsa- and Slavic *dolka, „Studia Indogermanica Lodziensia” 2, 1999, s. 53–55.
- Hittite marra-, marriye- and (TU7) marha-, „Studia Etymologica Cracoviensia” 4, 1999, s. 119–126.
- On Cuneiform Luwian dahušiya-, Old Irish tó and Slavic *tušiti, „Rocznik Slawistyczny” 53, 2003, s. 5–8.
- Cornish manal, Latin manus 'hand' and Connected Problems, „Studia Etymologica Cracoviensia” 8, 2003, s. 149–157.
- On Tocharian A kam, B kene 'melody, tone', „Studia Indogermanica Lodziensia” 5, 2003, s. 69–70.